# Managuli, Basavana Bagevadi
Managuli là một làng thuộc tehsil Basavana Bagevadi, huyện Bijapur, bang Karnataka, Ấn Độ.